# Maria Osten
Maria Osten (Muckum, Lemgo (Alemania), 20 de marzo de 1908 – Sarátov, URSS, 16 de septiembre de 1942), también conocida como Maria Gresshöner fue una escritora y periodista alemana. Participó en la Guerra Civil Española como miembro del partido comunista alemán en calidad de corresponsal de guerra para la redacción del Deutsche Zentral-Zeitung en Moscú. Compañera de Mijaíl Koltsov, fue ejecutada a los 34 años de edad, víctima de la represión política en la Unión Soviética.

## Biografía
Nacida como Maria Emilie Alwine Gresshöner en la antigua Westfalia prusiana, hija de Anna Maria Pohlmann y Heinrich Gresshöner, terratenientes ricos, que tuvieron otras dos niñas Änne y Hanna. Sensible y rebelde –en el marco de una educación privilegiada en un ámbito casi feudal–, Maria abandonó el Lyceum con 15 años, y poco después se marchó a Berlín para trabajar en un sanatorio de tuberculosis, mientras aprendía arte con Ludwig Meidner y Willy Jaeckel. Algunas fuentes mencionan que en esa época fue influida por Bertolt Brecht (del que al parecer llegó a ser amante temporal), y se involucró en el movimiento literario Neue Sachlichkeit (Nueva objetividad).
En 1926, con apenas 18 años, Maria se afilió al Partido Comunista Alemán (KPD), y comenzó a colaborar en la editorial Malik-Verlag. En 1929 sería incluida en la antología 24 nuevos narradores alemanes junto a Joseph Roth y Anna Seghers, entre otros autores. En 1929, visitó la URSS por primera vez con su segundo marido, el cineasta ruso Yevgeny Chervyakov; tres años después, en 1932, Maria se trasladó a Moscú para colaborar en la Editorial de los Trabajadores Extranjeros en la URSS, comenzando a firmar sus textos como Maria Osten (Osten significa "Este" u "Oriente" en alemán). Aún descartada la posibilidad de regresar a su país, continuó en contacto con los círculos literarios antinazis, tanto dentro de la URSS como en otros países, y habitual correspondencia con Bertolt Brecht, Helene Weigel, Johannes Robert Becher, Ernst Busch y Egon Erwin, entre otros. A partir de 1934 fue corresponsal en Europa del periódico Deutsche Zentral Zeitung.
En esos años Maria fue compañera de Mijaíl Koltsov (escritor ruso y editor de Pravda), con quien adoptó a Hubert L´Hoste, un niño alemán de 12 años cuya familia -de filiación comunista- sufría la persecución de la Gestapo. Ella misma narró el proceso en Hubert in Wonderland ("Губерт в стране чудес", 1935). El asunto fue orquestado como maniobra publicitaria como ejemplo de la cooperación entre comunistas alemanes y soviéticos «para salvar a un niño de tener que crecer en la Alemania nazi», y el muchacho fue recibido en el Kremlin y paseado por parte de la URSS en sucesivas giras.
En agosto de 1936 Maria y Mijaíl viajaron a España para desarrollar diversas actividades entre el periodismo y la inteligencia. De octubre de 1936 data su reportaje “Niños españoles” en el que la Osten describió la situación de la infancia madrileña en el Madrid sitiado durante la guerra civil. Así mismo queda noticia de que en ese periodo adoptaron a un niño español, de apenas un año, al que pusieron por nombre Chemino. María figura en la lista de participantes en el II Congreso Internacional de Escritores para la Defensa de la Cultura, celebrado entre el 4 y el 17 de julio de 1937. En noviembre de ese año, Koltsov fue requerido por Moscú.
Koltsov, considerado el hombre de Stalin en España, fue sin embargo arrestado en diciembre de 1938. Poco después, y desoyendo las advertencias de amigos como André Malraux, Lion Feuchtwanger o Arthur Koestler, Maria y su hijo regresaron a Moscú, tras una escala en París. En 1939, Bertolt Brecht escribió a Maria a su domicilio en la capital soviética preocupado por la suerte de Koltsov, que sería juzgado por espionaje el 1 de febrero de 1940 y fusilado al día siguiente. Maria Osten, aun sin saber la suerte de Koltsov, fue detenida en el hotel Bálchug por la NKVD en junio de 1941; juzgada y condenada a muerte como esposa de un "Enemigo del pueblo" el 8 de agosto de 1942, sería fusilada en la prisión de Sarátov el 16 de septiembre de 1942.
Su artículo ‘Primavera en Madrid’ había sido publicado en la revista El Mono Azul, el 30 de septiembre de 1937.

## Selección de obras en alemán
- "Frühling en Madrid", en Deutsche Zentral-Zeitung. Moscú. 1 de mayo de 1937, p. 2. (en alemán).
- "Ich such ein spanisches Kind", en Deutsche Zentral-Zeitung. Moscú. 29 de octubre de 1936, p. 2. (en alemán).
- "Madrid", en Deutsche Volks-Zeitung. París. 10 de julio de 1938, p. 5.
- "Spanische Reportagen", en Neue deutsche Literatur: Monatsschrift für Literatur und Kritik. Vol. 34, no. 7. Julio de 1986, págs. 10–22 (extractos traducidos de su libro de 1937 en ruso. Reportajes en español ).
- "Das Vieh rückt ein", en Deutsch für Deutsche. Leipzig: Verlag für Kunst und Wissenschaft Albert Otto Paul, 1935.